# 張群
張 群（ちょう ぐん、1889年5月9日〈光緒15年4月初10日〉 - 1990年〈民国79年〉12月14日）は、中華民国の政治家・軍人。中国国民党・国民政府の政治家で、国共内戦期には行政院長を務めた人物である。字は岳軍。

## 事跡

### 革命派としての活動
四川省の地方役人の家庭に生まれる。華陽中学卒業後、軍人の道を目指すとして、1906年（光緒32年）に保定通国陸軍速成学堂に入学した。卒業後の1908年（光緒34年）春、蔣介石と共に日本に留学し、東京振武学校で砲兵を学んだ。このとき、黄郛の紹介を経て、日本留学士官による秘密組織「鉄血丈夫団」に加入している。1910年（宣統2年）冬、振武学校を卒業して、日本陸軍第13師団野砲兵第19連隊で実習に参加し、士官候補生となった。その後、新潟県中頸城郡高田町（現・上越市）で軍事訓練に従事している。
1911年（宣統3年）10月の辛亥革命勃発を知ると、張群は密かに帰国し、上海で陳其美率いる革命派部隊に参加した。陳が滬軍都督となると、張は軍務処軍械科長に任じられている。なおこのとき、同じく上海で革命に参加していた第23師参謀黄郛、第5団団長蔣介石と「盟兄弟」の契りを結んだとされる。まもなく、陶成章暗殺事件への関与を疑われて蔣が日本へ亡命すると、張群が後任として第5団団長に任じられた。1913年（民国2年）、二次革命（第二革命）が勃発すると、討袁軍副官長に任じられたが、敗北して日本に亡命した。
日本亡命後の張群は、軍事をさらに学ぶため、陸軍士官学校に入学し、1915年（民国4年）夏に卒業した。その後は南洋の中華学校で教鞭をとるなどしている。同年末の護国戦争勃発を知って帰国し、上海で活動した。1917年（民国6年）、孫文（孫中山）が護法運動を開始すると、張群もこれに加わり、大元帥府参軍に任じられている。その後、四川省に戻って孫文派の勢力拡大に努めたが、孫文派に対立する政学系の熊克武らに敗北して駆逐されてしまう。

### 蔣介石側近として

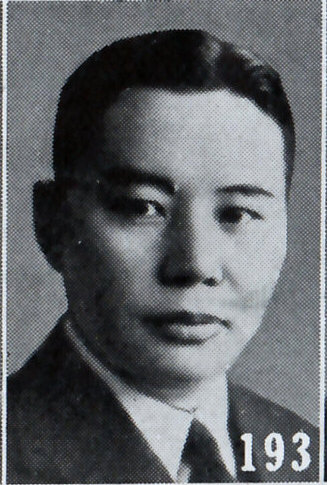
張群別影（『最新支那要人伝』1941年）

その後は、黄郛を頼って北京に移り、北京政府で総統府総務処長、交通部司長などを歴任した。1924年（民国13年）10月の北京政変後、張群は国民軍第2軍軍長胡景翼に随従して四川省に向かい、河南省警務処長兼警備司令に任じられた。しかし、胡がまもなく病没し、1926年（民国15年）には呉佩孚により国民軍第2軍が敗北したため、張群は上海へ逃れている。
まもなく、広州国民政府が蔣介石を国民革命軍総司令として北伐を開始したため、張群もこれに参加し、国民革命軍総司令部総参議に任じられた。このとき、張群は黄郛とともに上海へ赴き、浙江財閥や幇会との連絡をとりあって、蔣の権力基盤強化を支援している。1927年（民国16年）8月、蔣が一時下野に追い込まれると、張群もこれに従って下野したが、まもなく、蔣に随従して日本へ赴く。このとき、内閣総理大臣田中義一や陸軍大臣白川義則らとの秘密会談を行った。日本留学組のうち、かれが日本語が最もうまく、何応欽、蔣介石の順だったといわれる（本田義彦『台湾総統列伝』）。
帰国後の1928年（民国17年）、蔣介石が中国国民党中央政治委員会（「中政会」）主席兼軍事委員会主席として復権すると、張群も中政会委員兼外交委員会委員に任じられた。同年5月、済南事件勃発の際には、来日して田中首相と会談している。6月の張作霖爆殺事件後には、呉鉄城とともに満洲の張学良を訪問し、これを説得して易幟に導いた。また、この易幟の前後にも再び来日して、日本政府との交渉を行っている。
これらの功績もあって、張群は蔣介石から信任を受けることとなった。同年11月に国民革命軍総参謀長に任じられる。さらに翌年3月には、国民党中央執行委員に選出され、上海特別市市長にもなった。国民党中央において新政学系という新たな派閥を形成し、その指導者と目されるようになる。1930年代前半の中国共産党掃討作戦では、豫鄂皖三省剿匪総司令部党政委員兼指導委員会常務委員に任じられ、作戦計画の立案などを担当した。
その後、満洲に異動し、北平政務委員会常務委員などを務めて、対日政策の実施にあたっている。1933年（民国22年）7月には、湖北省政府主席に任命された。このときに、共産党掃討に成功したほか、財政整理や災害からの民衆救済を推進し、実績をあげた。

### 日中戦争前後
1935年（民国24年）12月、日本の侵攻に備えるための国民政府改組により、汪兆銘が行政院長を退いて蔣介石がこれを兼任すると、張群は外交部長に任命された。張群は日本との交渉にあたったが、翌年1月21日に日本の外務大臣広田弘毅が発した「広田三原則」に対してこれを拒絶する声明を発した。引き続いて行われた有田八郎との交渉でも、蔣介石と防共協定を締結する案に対して、日本側に譲歩する姿勢を一切見せなかった。さらに、同年に四川省・広東省で発生した日本人殺害事件の発生が中日双方の対立を激化させ、ついには外交交渉の完全な停頓に至っている。しかし張群は中国との間の防共の問題は北支方面における地域としては防共協定はやってもよろしいと述べている。
1937年（民国26年）2月、張群は中央政治委員会秘書長兼外交専門委員会主任委員に任じられた。同年7月の盧溝橋事件による日中戦争勃発に伴い、軍事委員会秘書長となった。翌年1月、行政院副院長に任命され、1939年（民国28年）には国防最高委員会秘書長をつとめた。
その前の1938年（民国27年）1月、日中戦争の後方支援体制整備のため、病死した劉湘の後任として四川省政府主席に任命された。しかし、中央勢力浸透を嫌う四川軍指揮官たちの反発を買ったため、張群もやむなく主席を退き、軍事委員会委員長重慶（四川）行営主任に異動している。1940年（民国29年）11月、ようやく四川省政府主席となり、あわせて軍事委員会委員長成都行轅主任も兼ねた。これにより、四川省の人力・財力を動員して、後方支援体制の整備に成功している。1944年4月には、B-29の日本空襲のため、成都周辺の飛行場建設をほぼ完成させた。

### 国共内戦以後

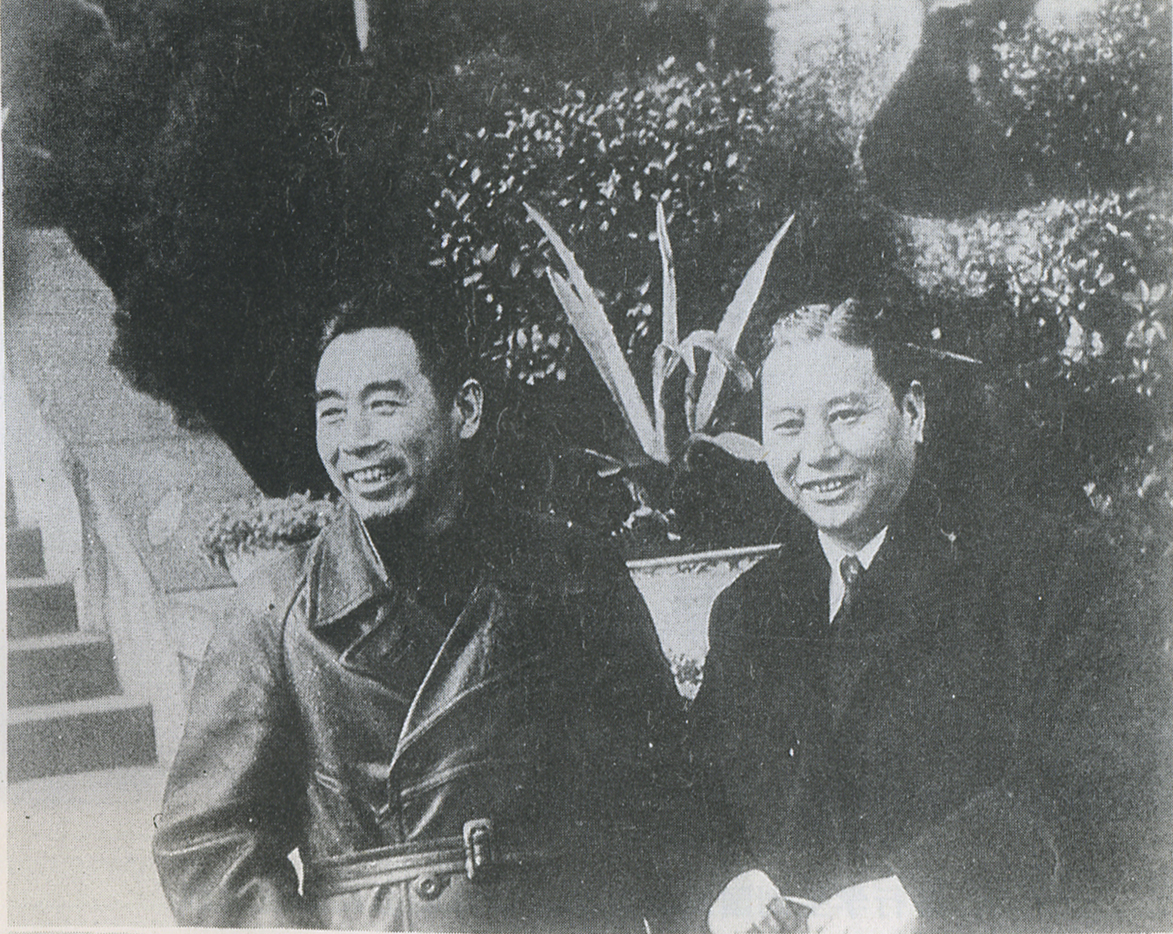
周恩来（左）と会談する張群（1946年）

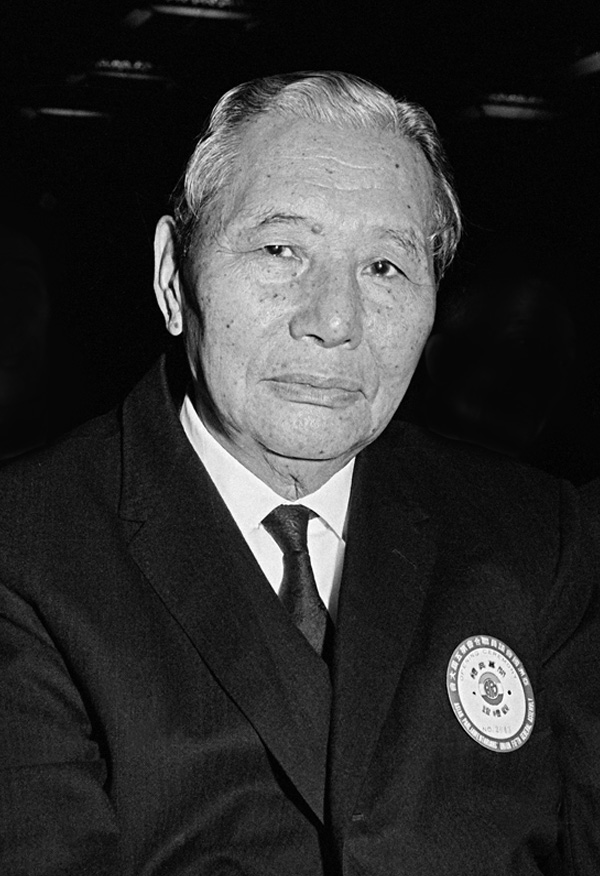
晩年の張群

日中戦争の後、張群ら国民党代表は周恩来ら共産党代表と重慶で和平会談を行い、1945年（民国34年）10月10日、双十協定が結ばれた。しかし張群は、共産党の軍事力につき整編しなければならない、との留保を表明しており、完全な停戦協定とはならなかった。1947年（民国36年）4月、張群は行政院長に任命され、戦後経済復興の政策を進めようとした。しかし、国共内戦などもあって効果はなかった。翌年5月、行政院長を辞して中政会秘書長に異動している。
国共内戦末期の1949年（民国37年）1月、重慶綏靖公署主任（後に西南軍政長官公署長官）に任じられ、西南部確保のための方策を実施する。同年12月、雲南省政府主席盧漢を昆明に訪問したところ、共産党への起義を宣した盧漢により張群は逮捕、拘束されてしまう。しかし、盧漢とは日ごろから交流があったことなどもあり、まもなく釈放されて、台湾へ逃亡した。
台湾へ逃れてからも、国民党中央非常委員、行政院設計委員会員、総統府秘書長、国防会議秘書長などの要職を歴任している。また、日本との重要な交渉も担当し、何度か訪日して経済協力、反共戦略などを日本政府側と話し合った。
1990年（民国79年）12月14日、老衰により台北市にて病没。享年102（満101歳）。